# Gordon MacDonald (Politiker, 1960)

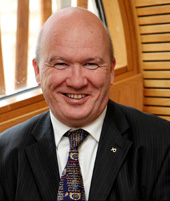
Gordon MacDonald

Gordon MacDonald (* 2. Januar 1960 in Glasgow) ist ein schottischer Politiker und Mitglied der Scottish National Party.

## Leben
McDonald besuchte die Cumbernauld High School und das Central College of Commerce in Glasgow sowie das Glasgow College of Technology. Anschließend war er in verschiedenen Unternehmen tätig, zuletzt bei einer Nahverkehrsgesellschaft. 1975 trat er in die SNP ein und nahm verschiedene Posten ein, unter anderem den des stellvertretenden Schatzmeisters.

## Politischer Werdegang
Erstmals trat MacDonald zu den Parlamentswahlen 2011 zu nationalen Wahlen an. In seinem Wahlkreis Edinburgh Pentlands errang er auf Anhieb den höchsten Stimmenanteil und löste damit den Konservativen David McLetchie ab. Seit 2011 sitzt er damit erstmals im Schottischen Parlament.